# Stora Björntjärnen (Ore socken, Dalarna)
Stora Björntjärnen är en sjö i Rättviks kommun i Dalarna och ingår i Dalälvens huvudavrinningsområde.